# Кожевников, Александр Дмитриевич
Александр Дмитриевич Кожевников (17 апреля 2000 года, Полтава) — украинский футболист, полузащитник.

## Карьера
Воспитанник полтавской «Ворсклы». На взрослом уровне дебютировал в составе «Мариуполя». Первый матч в украинской Премьер-Лиге провёл 20 ноября 2020 года против «Руха» (0:0). Затем хавбек вернулся в «Ворсклу», но провёл за её основной состав всего одну встречу.
В апреле 2022 года подписал контракт с эстонским коллективом «Нарва-Транс». Дебютировал в Премиум-Лиге Кожевников 9 апреля в победном поединке с «Вапрусом» (3:1). 9 июля 2022 года забил свои первые голы в эстонской лиге, сделав хет-трик в ворота «Вапруса» (5:3).
Вызывался в различные юниорские сборные Украины.